# Voislavîci, Sokal
Voislavîci (în ucraineană Войславичі) este un sat în comuna Tudorkovîci din raionul Sokal, regiunea Liov, Ucraina.

## Demografie
Componența lingvistică a localității Voislavîci
     Ucraineană (100%)
Conform recensământului din 2001, toată populația localității Voislavîci era vorbitoare de ucraineană (100%).